# Jarosław Piątkowski
Jarosław Piątkowski (ur. 6 listopada 1982 w Klimontowie) – polski piłkarz, od 2016 grający na pozycji prawego pomocnika w Wiśle Sandomierz. Od 26 stycznia 2023 pełni funkcję asystenta trenera.

## Kariera piłkarska
Jarosław Piątkowski piłkarską karierę rozpoczynał w Klimontowiance Klimontów, w której seniorach grał w rundzie wiosennej sezonu 1998/1999 w A–klasie. W 1999 trafił do Siarki Tarnobrzeg, w której występował przez kolejne pięć lat. W tym czasie wraz ze swoim klubem rywalizował w rozgrywkach drugiej (1999–2000) i trzeciej ligi (2000–2004). Najbliżej powrotu na zaplecze Ekstraklasy tarnobrzeski klub był w sezonie 2001/2002, kiedy to zajął w tabeli drugie miejsce, ustępując miejsca tylko Stali Stalowa Wola. W czerwcu 2004 Piątkowski trafił do beniaminka drugiej ligi – Korony Kielce, podpisując z nią trzyletni kontrakt. W kieleckim zespole zadebiutował 21 sierpnia, w meczu z Podbeskidziem Bielsko-Biała, w którym grał przez cztery ostatnie minuty, a jego klub wygrał 2:0. Do końca sezonu pozostawał głównie rezerwowym i na boisku pojawiał się w końcówkach spotkań. Łącznie wystąpił w 24 ligowych pojedynkach, zaś Korona wywalczyła historyczny awans do Ekstraklasy.
Ze względu na brak miejsca w składzie drużyny i możliwość gry jedynie w rezerwach, Piątkowski w sierpniu 2005 został na pół roku wypożyczony do ŁKSu Łódź, gdzie miał zastąpić Pawła Golańskiego, który wcześniej odszedł do Korony. W łódzkim zespole szybko wywalczył sobie miejsce w podstawowym składzie, a w rundzie jesiennej był w nim najlepszym strzelcem – zdobył 5 goli. Zimą Piątkowski powrócił do Korony, zaś 11 marca 2006 zadebiutował w jej barwach w Ekstraklasie w zremisowanym 1:1 spotkaniu ze stołeczną Polonią. Do końca sezonu dostał szansę pokazania swoich umiejętności w sześciu innych pojedynkach, w których grał tylko przez tylko 57 minut. Wraz z Koroną zajął wysokie piąte miejsce w ligowej tabeli oraz dotarł do półfinału pucharu Polski.
W czerwcu 2006 Piątkowski miał podpisać kontrakt z Widzewem Łódź, ale nie zrobił tego ze względu na zastrzeżenia które miał jego menadżer Piotr Tyszkiewicz. Na początku lipca zawodnik związał się dwuletnią umową z Zagłębiem Sosnowiec. W nowym zespole otrzymał koszulkę z numerem 15. W sosnowieckim zespole zadebiutował w spotkaniu pierwszej kolejki z Piastem Gliwice, które jego drużyna przegrała 0:4. Mimo nieudanego początku rozgrywek Zagłębie wywalczyło awans do pierwszej ligi, a Piątkowski regularnie w nim grał. W rundzie jesiennej sezonu 2007/2008 wystąpił w 9 meczach Ekstraklasy. Zimą przeszedł do Resovii, w której przez dwa i pół roku był podstawowym zawodnikiem. 23 czerwca 2010 podpisał kontrakt z grającą w II lidze Stalą Stalowa Wola.
Przed sezonem 2012/2013 Piątkowski przeszedł do drużyny Siarki Tarnobrzeg, która wcześniej wywalczyła awans do II ligi.